# Freda Foh Shen
Freda Foh Shen  (Atlanta, 25 de abril de 1948) é uma atriz estadunidense .
Em 1990, ela interpretou Carmen em Jean Genet na peça de Teatro "The Balcony" no Hudson Guild Theater em Nova York.
Em 2005 Foh Shen estrelou o longa metragem Red Doors antes de ela ter aparecido em filmes como The Ladykillers, Planet of the Apes , Crossing Delancey e Basic Instinct.
A partir de 2007 ela teve papéis recorrentes em três séries de televisão: como a Sra. Lee em  Gideon's Crossing, como o Dr. Chao em Everwood e como o Dr. Yolanda Perrin em Close to Home. Além disso, desde o início da década de 1980 ela já apareceu em episódios de várias séries de televisão incluindo The Cosby Show , Adult Math , Renegade , Party of Five , JAG , 7th Heaven , 24, Desperate Housewives , Cracker, House MD, Boston Legal e entre outros . Ela também é conhecida por seu papel como Dr. Noriko Weinstein no crime drama Silk Stalkings..
Ela também é uma dubladora e deu voz a Fa Li em Mulan e Mulan II , também para a almirante Alice Liu em 2002 no videogame Star Trek Bridge Commander , e a voz da senhora da comida chinesa em Where's My Car? e voz da narrador em The Mummy: Tomb of the Dragon Emperor.

## Ligações Externas
- Freda Foh Shen. no IMDb.